# Exoristobia pleuralis
Exoristobia pleuralis is een vliesvleugelig insect uit de familie Encyrtidae. De wetenschappelijke naam is voor het eerst geldig gepubliceerd in 1893 door Ashmead.